# Винска кућа породице Живановић
Винска кућа породице Живановић се налази у Сремским Карловцима и једна је од најстаријих винарија у Србији, која постоји непрекидно од настајања до данас.
Први писани трагови о винарији упућују на Теодора Живановића (1753—1832) и његовог наследника Јосима Живановића (1811—1861) који су током 18. и 19. века, као успешни виноградари, винари и трговци вином, утемељили породичну традицију узгајаља грожђа и производњу вина.
Данас, шеста и седма генерација се бави производњом вина коју води отац и син Жарко и Боривој Живановић. Производња вина се врши у новоизграђеној винарији као и у једном од најстаријих винских лагума из 18 века. Лагум, капацитета 60 000 литара, укопан је 15 метара испод земље са бурадима из 1910. године, са племенитом плесњи на зидовима и земљаним подом, баш као некад.
Винарија има своје винограде на седам хектара а прави 9 различитих типова вина. Најпознатији су Бермет бели и црвени, Ризлинг, Тамјаника, Chardoonay, Merlot, Cabernet S.,Probus, Ausbruch.